# جوانا هيويت
جوانا هيويت (بالإنجليزية: Joanna Hewitt)‏ هي دبلوماسية أسترالية، ولدت في 1 مايو 1949 في دنمارك في أستراليا.